# Krita
Krita (švedska reč za krejon) je bitmap grafički editor koji je deo KOffice paketa softvera. Dizajnirana da bude i aplikacija za crtanje i foto editor, Krita je slobodan softver distribuiran pod GNU GPL licencom. Prvi put je objavljena kao deo KOffice-a 21. Juna 2005. godine. Pre prvog objavljivanja zvala se KImageShop i kasnije Krayon.

## Spoljašnje veze
- Krita projekt